# Ramkumar Ramanathan
Ramkumar Ramanathan (Chennai, 8 de noviembre de 1994) es un tenista profesional indio. El 5 de junio de 2022, ocupaba el puesto 174 en el ranking ATP.
Al 14 de octubre de 2024 se encuentra en el puesto 279.° del Ranking ATP.

## Carrera
Su mejor ranking individual es el N.º 111, alcanzado el 30 de julio de 2018, mientras que en dobles logró la posición 101 el 2 de febrero de 2020.
No ha logrado hasta el momento títulos de la categoría ATP, aunque sí  ha obtenido siete títulos (uno en individuales y seis en dobles) de la ATP Challenger Tour, además de varios títulos Futures tanto en individuales como en dobles.

## Títulos ATP (0; 0+2)

### Individual (0)
| Leyenda                  |
| Grand Slam (0)           |
| ATP World Tour Final (0) |
| ATP Masters 1000 (0)     |
| ATP World Tour 500 (0)   |
| ATP World Tour 250 (0)   |

#### Finalista (1)
| N.º | Fecha               | Torneo  | Superficie | Oponente en la final | Resultado     |
| --- | ------------------- | ------- | ---------- | -------------------- | ------------- |
| 1.  | 22 de julio de 2018 | Newport | Hierba     | Steve Johnson        | 5-7, 6-3, 2-6 |

### Dobles (2)
| Leyenda                  |
| Grand Slam (0)           |
| ATP World Tour Final (0) |
| ATP Masters 1000 (0)     |
| ATP World Tour 500 (0)   |
| ATP World Tour 250 (2)   |

| N.º | Fecha                | Torneo     | Superficie | Pareja        | Oponentes en la final           | Resultado            |
| --- | -------------------- | ---------- | ---------- | ------------- | ------------------------------- | -------------------- |
| 1.  | 9 de enero de 2022   | Adelaida I | Dura       | Rohan Bopanna | Ivan Dodig Marcelo Melo         | 7-6(6), 6-1          |
| 2.  | 6 de febrero de 2022 | Pune       | Dura       | Rohan Bopanna | Luke Saville John-Patrick Smith | 6-7(10), 6-3, [10-6] |

## Títulos ATP Challenger (10; 1+9)

### Individuales (1)
| N.º | Fecha                   | Torneo               | Superficie | Oponente en la final | Resultado |
| --- | ----------------------- | -------------------- | ---------- | -------------------- | --------- |
| 1.  | 28 de noviembre de 2021 | Challenger de Manama | Dura       | Evgeny Karlovskiy    | 6-1, 6-4  |

### Dobles (10)
| N.º | Fecha                    | Torneo                  | Superficie | Pareja                 | Oponentes en la final                               | Resultado          |
| --- | ------------------------ | ----------------------- | ---------- | ---------------------- | --------------------------------------------------- | ------------------ |
| 1.  | 24 de noviembre de 2018  | Challenger de Pune      | Dura       | Vijay Sundar Prashanth | Hsieh Cheng-peng Tsung-Hua Yang                     | 7-63, 56-7, [10-7] |
| 2.  | 7 de julio de 2019       | Challenger de Recanati  | Dura       | Goncalo Oliveira       | Andrea Vavassori David Vega Hernández               | 6-2, 6-4           |
| 3.  | 10 de noviembre de 2019  | Challenger de Kobe      | Dura (i)   | Purav Raja             | André Göransson Christopher Rungkat                 | 7-66, 6-3          |
| 4.  | 17 de noviembre de 2019  | Challenger de Pune      | Dura       | Purav Raja             | Arjun Kadhe Saketh Myneni                           | 7-63, 6-3          |
| 5.  | 15 de febrero de 2020    | Challenger de Bangalore | Dura       | Purav Raja             | Matthew Ebden Leander Paes                          | 6-0, 6-3           |
| 6.  | 11 de septiembre de 2021 | Challenger de Cassis    | Dura       | N.Sriram Balaji        | Hans Hach Verdugo Miguel Ángel Reyes-Varela         | 6-4, 3-6, [10-6]   |
| 7.  | 12 de febrero de 2022    | Challenger de Bangalore | Dura       | Saketh Myneni          | Hugo Grenier Alexandre Müller                       | 6-3, 6-2           |
| 8.  | 10 de febrero de 2024    | Challenger de Chennai   | Dura       | Saketh Myneni          | Rithvik Choudary Bollipalli Niki Kaliyanda Poonacha | 3-6, 6-3, [10-5]   |
| 9.  | 17 de febrero de 2024    | Challenger de Bangalore | Dura       | Saketh Myneni          | Constantin Bittoun Kouzmine Maxime Janvier          | 6-3, 6-4           |
| 10. | 2 de noviembre de 2024   | Challenger de Seúl      | Dura       | Saketh Myneni          | Vasil Kirkov Bart Stevens                           | 6-4, 4-6, [10-3]   |

Ganó el Future India F8 a D. Singh (India) por 7-6 7-6 el 22 de octubre de 2023.
Ganó el Future India F6 a A. Vishwakama (India) por 6-0 6-4 el 26 de noviembre de 2023.
Ganó el Future India F7 a D. Pichler (Austria) por 6-2 6-1 el 3 de diciembre de 2023.
Ganó el Future India F4 a K. Singh 6-2 6-2 el 17 de marzo de 2024.